# Caperonia castrobarrosiana
Caperonia castrobarrosiana är en törelväxtart som beskrevs av Paula och Hamburgo. Caperonia castrobarrosiana ingår i släktet Caperonia och familjen törelväxter. Inga underarter finns listade i Catalogue of Life.